# Temporada de furacões no Pacífico de 1970
A temporada de furacões de 1970 no Pacífico começou em 15 de maio de 1970 no Pacífico leste e em 1 de junho de 1970 no Pacífico central. Terminou em 30 de novembro de 1970. Essas datas delimitam convencionalmente o período de tempo em que os ciclones tropicais se formam no leste do Oceano Pacífico.
Esta temporada teve um número de tempestades acima da média. Havia vinte e um ciclones tropicais, dos quais dezoito atingiram a intensidade de tempestade tropical. Quatro tempestades se transformaram em furacões, dos quais nenhum atingiu a intensidade de um furacão importante. No Pacífico central, formou-se um furacão e uma depressão tropical. Uma das depressões cruzou a linha de dados para se tornar um tufão.

## Sistemas

### Furacão Adele
Uma área de baixa pressão carecia de forte convecção até 30 de maio, quando fortaleceu-se para a Depressão Tropical Um-E. Em 31 de maio, a tempestade se intensificou ainda mais na tempestade tropical Adele, a primeira tempestade nomeada e furacão da temporada. Adele seguiu para o oeste, enquanto o furacão se intensificava em 1 de junho. Atingiu seu pico de intensidade mais tarde naquele dia. Conforme Adele se movia para o oeste, um ambiente hostil fez com que ela se enfraquecesse e se transformasse em uma tempestade tropical. Adele enfraqueceu ainda mais, e foi rebaixada para uma depressão em 7 de junho. Foi degenerado em um vale aberto e se dissipou em 7 de junho. Apesar de ter permanecido longe de quaisquer massas de terra, Adele foi aposentada após esta temporada por razões desconhecidas.

### Tempestade tropical Blanca
A perturbação tropical que se transformou em Blanca foi observada pela primeira vez em 8 de junho a partir de fotos de satélite. O novo distúrbio alcançaria força de tempestade tropical 24 horas mais tarde. Blanca mudou-se na direção noroeste ao longo de sua curta vida, dissipando-se em 12 de junho.

### Tempestade tropical Connie
Perto do mesmo local onde o furacão Adele se formou duas semanas antes, um distúrbio foi observado em 13 de junho. O distúrbio tornou-se abruptamente uma tempestade tropical em 17 de junho. A recém-nomeada Connie moveu-se lentamente para o noroeste, atingindo um pico de intensidade de 80 km/h (50 mph) em 18 de junho. Connie começou a enfraquecer em 19 de junho, finalmente se dissipando em 21 de junho após estagnar 190 km (118 mi) de Clarion Island.

### Depressão tropical Dolores
Um distúrbio observado pela primeira vez em 19 de junho teve um fluxo eficiente que pode ser chamado de depressão tropical. Fotos de satélite tiradas no mesmo dia revelaram uma estrutura de nuvens que lembrava uma tempestade tropical se formando, resultando no sistema sendo chamado de Dolores. No dia seguinte, nenhum vestígio de tempestade ou de "Dolores" foi encontrado por reconhecimento. A análise pós-temporada revelou que Dolores foi apenas uma depressão tropical.

### Tempestade tropical Eileen
Uma depressão tropical se formou na costa sul do México em 26 de junho. Ele se dirigiu para noroeste, atingindo a força da tempestade em 28 de junho. No dia seguinte, Eileen virou para o nordeste, atingiu um pico de 72 km/h (45 mph) e atingiu o oeste do México.

### Furacão Francesca
Francesca foi um furacão de categoria 3 que foi, por um período de tempo, obscurecido por uma camada de nuvens acima do olho do furacão, distorcendo a aparência do furacão. A perturbação precursora do furacão Francesca foi notada pela primeira vez em 1º de julho. O sistema se tornou uma depressão tropical mais tarde naquele dia e atingiu a intensidade de uma tempestade tropical no dia seguinte. Em 3 de julho, os dados de um navio indicavam ventos de quase 160 km/h (100 mph), que indicam uma tempestade da categoria 2 força, perto do centro de Francesca. A camada de nuvens, que permaneceu sobre o furacão desde que ele se tornou um furacão, começou a se mover para fora das nuvens mais baixas em torno do centro do sistema por volta de 5 de julho. Uma posição central foi obtida, mas os ventos máximos sustentados não podiam ser obtidos da superfície do mar por causa da cobertura de nuvens no centro e ao redor. Francesca começou a enfraquecer em 6 de julho, um fato tornado claro por reconhecimento que indicava que o sistema havia se enfraquecido para uma tempestade tropical. O enfraquecimento posterior foi obscurecido pela cobertura de nuvens. O reconhecimento final do sistema de enfraquecimento foi relatado em 8 de julho, dois dias antes de Francesca se dissipar.

### Tempestade tropical Gretchen
Gretchen foi vista pela primeira vez em imagens de satélite em 14 de julho. A partir de então, Gretchen foi uma tempestade difícil de prever, levando a grandes erros de previsão. A tempestade se dissipou em 21 de julho.

### Tempestade tropical Helga
O sistema que se tornou Helga foi notado pela primeira vez em 16 de julho. No dia seguinte, o reconhecimento encontrou uma tempestade tropical mínima com ventos de apenas 64 km/h (40 mph). Com base em imagens de satélite, acreditava-se que Helga estava ganhando força à medida que se aproximava da Baja California. Em um ponto durante a intensificação, a tempestade começou abruptamente a enfraquecer, e em 19 de julho, após estagnar pelo menos a 190 km (118 mi) ao sul da ponta da Baja California, Helga se dissipou.

### Tempestade tropical Ione 1
Uma depressão tropical se desenvolveu na costa sul do México em 22 de julho. Um ciclone tropical maior, mais ativo e se intensificando foi localizado por satélite em 2235 no dia 24 próximo a 17 ° N, 111 ° W. Quando a expansão da circulação deste centro de tempestade alcançou a área do solitário nº 1, os ventos na última área diminuíram e o solitário nº 1 desapareceu abruptamente. A segunda tempestade, também chamada de solitária, moveu-se na direção norte-noroeste e começou a enfraquecer. Seus ventos máximos aparentemente foram atingidos na época da foto, no dia 24, que indicava velocidades de 55 ou 60 kn. Os ventos máximos no dia 25 foram de 45 kn. perto de 20. N., 112 ° W. Esses ventos diminuíram para 25 kn. no dia seguinte, quando a atividade da tempestade diminuiu rapidamente perto de 16 N., 113 ° W '. O que era incomum no sistema é que outra tempestade tropical se desenvolveu a nordeste em 24 de julho. Essa tempestade, também chamada de Ione, seguiu para o norte, atingindo um pico de 97 km/h (60 mph) ventos antes de se dissiparem em 25 de julho. Operacionalmente, essas foram consideradas a mesma tempestade.

### Tempestade tropical Ione 2
Uma depressão tropical foi descoberta perto de 14 ° N., 102 ° W., Em 1800 em 22 de julho, mas tornou-se desorganizada como visto em imagens de satélite no dia seguinte. Eventos posteriores indicam que ele estava se dividindo em dois ciclones tropicais, ambos os quais deveriam atingir a força de tempestade tropical. A primeira tempestade tropical chamada de solitária foi encontrada pelo KANIKAWA MARU às 21h do dia 24 de julho. Esse navio foi atingido por ventos de sudeste de 48 kn e mares de 15 pés perto de 21 ° N, 107 ° W. A tempestade acabou no dia seguinte.

### Tempestade tropical Joyce
Uma área ampla e plana de baixa pressão persistiu ao sul da Baja Califórnia depois que Ione se dissipou. Em 29 de julho, uma pequena circulação baixa desenvolveu-se com um centro de cerca de120 milhas náuticas (220 km) ao sul de Manzanillo. O sistema recebeu o nome de Joyce após ventos de 64 km/h (40 mph) foram relatados por um navio. De forma semelhante ao furacão Francesca, o centro de baixo nível da tempestade tropical Joyce não estava claro devido a uma camada de nuvens cirros. Joyce atingiu seu pico de intensidade em 31 de julho, com ventos de quase 97 km/h (60 mph) antes de enfraquecer, tornando-se uma depressão em 1 de agosto. Joyce se dissipou em 4 de agosto.

### Tempestade tropical Kristen
Kristen foi uma tempestade vagamente organizada que se formou a partir de um distúrbio que estava causando tempestades perto da costa mexicana. Ventos com força de tempestade tropical foram encontrados em 5 de agosto. Kristen foi rastreada por relatórios de navios e fotos de satélite. Kristen atingiu seu pico de intensidade de 80 km/h (50 mph) ventos em 6 de agosto. A tempestade se dissipou em 8 de agosto sobre águas frias.

### Furacão Lorraine
A tempestade tropical Lorraine, formou-se em 16 de agosto ao sul do México, se intensificou em um furacão no dia 20. Dois dias depois, em águas abertas, atingiu ventos máximos de 153 km/h (95 mph), mas as estimativas do Centro de Furacões do Pacífico Central estimam que teve ventos de 185 km/h (115 mph). Sem chance de se fortalecer ainda mais, Lorraine enfraqueceu, finalmente se dissipando em 27 de agosto devido ao ar seco.

### Tempestade tropical Maggie
Um sistema plano de baixa pressão apareceu em uma área de chuvas a oeste-sudoeste do furacão Lorraine por volta de 1800 no dia 20. O cargueiro refrigerado francês BIAFRA foi atingido por ventos de sul de 38 kn, com um barômetro marcando 1006 mbar, perto de 13'N, 132'W, pela logo a ser chamada de tempestade tropical Maggie às 0000 do dia 21. Maggie intensificou-se lentamente enquanto se movia para oeste-noroeste a 9 kn; seus ventos máximos foram estimados em 55 kn às 0300 do dia 25. Maggie passou por volta dos 80 mi ao sul da ilha do Havaí no dia 25, despejando chuvas torrenciais sobre a ilha grande. A quantidade de chuva variou de 10 a 15 polegadas no lado de barlavento da ilha da costa de Hamuka a Puna e de 1 a 7 polegadas no lado de sotavento. Maggie foi rebaixada para uma depressão tropical às 09:00 do dia 26 perto de 18N, 157W. Uma curva para oeste salvou o Havaí de um impacto direto, mas Maggie ainda trouxe ondas fortes e chuvas fortes, mas benéficas, para a ilha do Havaí. Há algumas evidências de que os restos de Maggie se transformaram no furacão Dot no Pacífico Central em 1 de setembro.

### Tempestade tropical Norma
Norma foi uma causa indireta, mas essencial, de um desastre de enchente no Arizona que ficou conhecido como "Tempestade do Dia do Trabalho de 1970". Uma depressão se formou em 31 de agosto e rapidamente se intensificou em uma tempestade tropical. Movendo-se rapidamente, ele foi para o mar antes de desacelerar e enfraquecer. A circulação de Norma alimentou ar úmido instável em um grande ciclone extratropical sobre o Arizona. Com a dissipação da Norma, chuvas recordes caíram sobre o estado de 4 a 6 de setembro.
As chuvas foram mortais. Houve um total de 22 mortes, incluindo 14 em uma enchente em um riacho. Os danos totalizaram mais de 1 Milhão de dólares.

### Furacão Dot
Um distúrbio tropical, possivelmente resquícios da tempestade tropical Maggie, tornou-se uma depressão tropical em 1º de setembro a noroeste do Havaí. Ele se mudou para o noroeste, chegando a milhas da Linha Internacional de Data e da Ilha Midway, mas permanecendo no Pacífico Central. Dot voltou-se para o nordeste, atingindo a intensidade de tempestade tropical em 2 de setembro e a intensidade de furacão em 3 de setembro, antes de ser absorvida por um sistema de núcleo frio no dia seguinte. Quando Dot se tornou um furacão a 35 ° norte, tornou-se a latitude mais alta para uma tempestade atingir a força de um furacão a leste do Dateline Internacional. Esse recorde foi logo eclipsado pelo furacão 12 da temporada de 1975. Um vôo realizado em Dot também voou em Typhoon Clara.

### Tempestade tropical Orlene
A tempestade tropical Orlene com ventos de 105 km/h (65 mph) atingiu o México a este de Oaxaca em 8 de setembro, depois de ter mantido um percurso para noroeste durante a sua curta existência.

### Furacão Patricia
O furacão Patricia foi um forte furacão de categoria 2 com ventos de 153 km/h (95 mph), Patricia se formou em 4 de outubro e se dissipou em 11 de outubro.

### Tempestade tropical Rosalie
A existência de Rosalie foi confirmada em 21 de outubro por observação de um navio. O reconhecimento no dia 22 relatou uma pressão central de 1.006 mb. Após uma ligeira regeneração no dia 23, Rosalie começou uma rápida dissipação, finalmente se dissipando no dia 23.

### Tempestade tropical Selma
A tempestade final da temporada, a tempestade tropical Selma, se desenvolveu em 1 de novembro no sudoeste do México. Ele serpenteava para o norte, virando para o nordeste e noroeste antes de seguir para o sudeste e se dissipar em 8 de novembro.

## Nomes de tempestade
Esses nomes foram usados para tempestades que se formaram no leste do Oceano Pacífico nesta temporada. É a mesma lista usada na temporada de 1966. Os nomes não retirados desta lista foram usados novamente na temporada de 1974. As tempestades foram nomeadas como Norma, Orlene, Patricia, Rosalie e Selma pela primeira vez nesta temporada. Os nomes não usados este ano são marcados emcinza.
Uma tempestade, Ione, foi tratada como uma tempestade operacionalmente, mas foi descoberto que foram duas tempestades na pós-análise. Outra tempestade, Dolores, foi considerada uma depressão tropical na análise pós-temporada e não deveria ter sido nomeada.
| - Adele - Blanca - Connie - Dolores - Eileen - Francesca - Gretchen | - Helga - Ione - Joyce - Kristen - Lorraine - Maggie - Norma | - Orlene - Patricia - Rosalie - Selma - Toni (sem ser usado) - Viviam (sem ser usado) - Winona (sem ser usado) |

O Pacífico central usou nomes e números da lista de tufões do Pacífico oeste. Um nome - Dot - foi utilizado.
O nome Adele foi retirado desta lista por razões desconhecidas. Foi substituído na temporada de 1974 por Aletta.
Esta é a única vez que o nome Kristen foi usado. Na temporada de 1966, o nome Kirsten foi usado. Foi alterado para Kristen este ano, talvez devido a um erro administrativo. Na temporada de 1974, ele reverteu para Kirsten.

## Mudanças Administrativas
Esta é a primeira temporada em que o Centro de Furacões do Pacífico Oriental, com sede em Redwood City, começou a emitir avisos sobre ciclones tropicais no leste do Pacífico norte. Substituiu o previsor anterior, Fleet Weather Central.
O Centro de Furacões do Pacífico Central começou a emitir avisos sobre ciclones tropicais em sua área de responsabilidade nesta temporada. Substituiu o Joint Hurricane Warning Center.